# ZPU-4
ZPU-4（ロシア語: ЗПУ-4）は、第二次世界大戦直後にソビエト連邦が設計した4連装の牽引式対空機関砲である。本稿では派生形である単装のZPU-1と、2連装のZPU-2についても解説する。
ZPUシリーズは、歩兵用に開発された口径14.5mmのKPV 重機関銃を対空用の銃架に搭載させる形で開発された。口径が20mm未満のため、機関砲では無く機関銃であるともされる。
形式名の"ЗПУ"は、ロシア語で対空機関銃架を意味する"Зенитная Пулемётная Установка"の頭文字をとっており、その英字転写がZPUとなる。

## 概要
ZPU-4とZPU-2は1945年に、ZPU-1は1947年にそれぞれ開発が開始され、1949年にはZPUシリーズはすべて制式採用された。
ZPUシリーズの銃身は空冷式で、容易に交換が可能である。1丁当たりの最大連射速度は600発/分であるが、実際の連射速度は150発/分に制限されている。弾丸にはBS.41焼夷徹甲弾（API）・BZT曳光焼夷徹甲弾（API-T）・ZP曳光焼夷弾（I-T）の3種類が用意されており、1丁につき1,200発が弾倉に装填される。
4連装式のZPU-4の砲架は四輪式で、射撃時にはジャッキを下ろして地面に固定する。そのため、射撃と移動の準備にはそれぞれ15-20秒程度かかる。ただし、ジャッキを下ろさなくても射撃自体は可能であり、精度低下を許容できれば応急射撃を行うことができる。
2連装式のZPU-2の砲架は二輪式で、2種類存在する。前期型は大型の泥除けが付く二輪式トレーラーと三脚型砲架に分離するようになっており、射撃体勢に入る際にはトレーラーから砲架を地面に降ろす。後期型は砲架に車輪が一体となっており、車軸を折りたたんで砲架を接地させる分、射撃と撤収の準備時間がやや短くなっている。ZPU-2後期型の砲架はZU-23-2にも流用されている。
単装式のZPU-1は二輪式であり、不整地移動時にはそれぞれ80kg以下の部品に分解して輸送する。

## 実戦

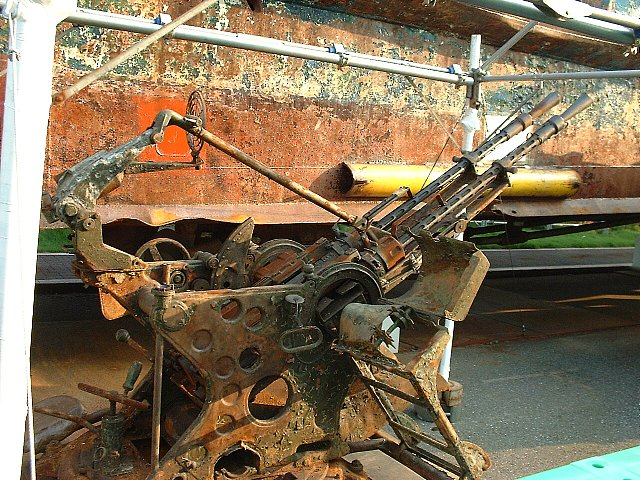
北朝鮮の工作船に搭載されていたZPU-2

ZPUシリーズは、朝鮮戦争で初めて実戦投入され、北朝鮮の朝鮮人民軍や中国人民志願軍に供与されて使用された。
ソビエト連邦軍では、1960年代より威力と有効射程高度を強化したZU-23-2 23mm大口径機関砲が開発され更新されたが、退役後は世界中の東側諸国や共産ゲリラ組織に供与されている。ベトナム戦争においても北ベトナム軍や南ベトナム解放民族戦線が使用し、アメリカ軍のヘリコプターに対する一大脅威と見なされた。
現在も世界中の紛争や戦争で広く用いられており、西サハラ問題で対立するモロッコとポリサリオ戦線や、湾岸戦争とイラク戦争においてイラク軍も使用した。
九州南西海域工作船事件において自沈した北朝鮮の工作船にもZPU-2が1基搭載されていた。　
北朝鮮が軍高官などを粛清する用途に用いているという証言があるが、真偽は定かではない。

## 弾丸
BS.41焼夷徹甲弾（API）
- 弾芯：炭化タングステン製
- 弾頭重量：64.4g
- 砲口初速：976m/秒
- 装甲貫通力：32mm（距離500m、入射角90°）

BZT曳光焼夷徹甲弾（API-T）
- 弾芯：鋼鉄製
- 弾頭重量：59.56g
- 砲口初速：1,005m/秒
- 曳光剤：距離2,000mまで燃焼

ZP曳光焼夷弾（I-T）
- 弾頭重量：59.68g

弾丸はブルガリア・ルーマニア・ポーランド・エジプト・中国でも生産されている。

## 派生型

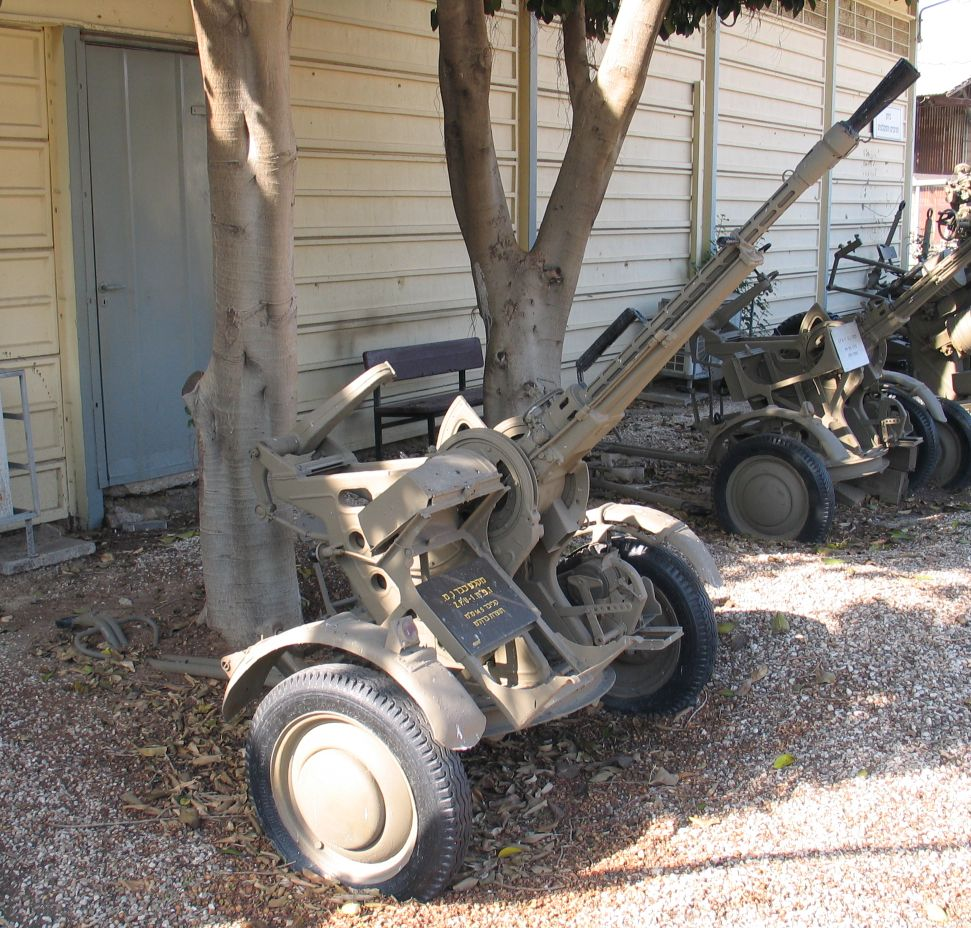
ZPU-1

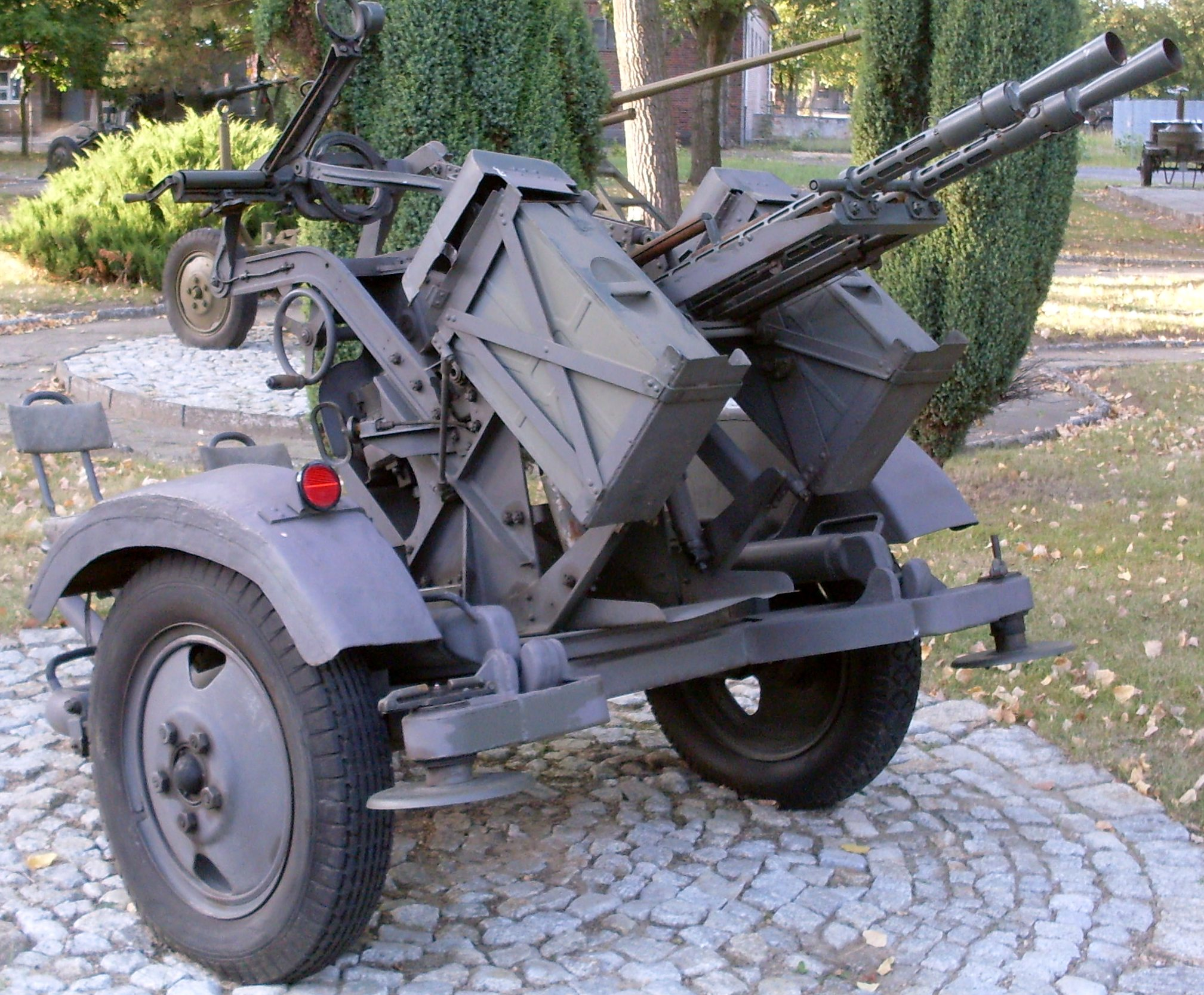
正面から見たZPU-2

牽引型
- ZPU-4

56式（中国製）
- ZPU-2
58式（中国製）
- ZU-23-2
- ZPU-1

自走式対空砲
- BTR-40A

BTR-40の兵員区画にZPU-2を搭載した自走式対空砲。
- BTR-152A

BTR-152の兵員区画にZPU-2もしくはZPU-4を搭載した自走式対空砲。
このほかにも、各種の装甲戦闘車両の屋根やトラックの荷台にZPUシリーズを搭載して即席の自走式対空砲とすることも多い。これらは正式な自走式対空砲の取り扱われ方と同様、実際の戦闘においては歩兵や非装甲車両といった地上の敵に対して機銃掃射を行うために用いられることも多い。
レバノン軍は、M113装甲兵員輸送車にZPU-2もしくはZPU-4を搭載し、自走式対空砲としている。2011年リビア内戦やシリア内戦においては、ピックアップトラックにZPUを搭載し、テクニカルとして使用した例が多い。

## スペック
ここでは、ZPU-1/ZPU-2/ZPU-4の個別の性能を列挙する。
| 形式                  | ZPU-1   | ZPU-2（初期型） | ZPU-2（後期型） | ZPU-4   |
| --------------------- | ------- | --------------- | --------------- | ------- |
| 銃身数                | 単装    | 2連装           | 2連装           | 4連装   |
| 重量（牽引時）        | 413kg   | 994kg           | 649kg           | 1,810kg |
| 重量（射撃時）        | 413kg   | 639kg           | 621kg           | 1,810kg |
| 全長（牽引時）        | 3.44m   | 3.54m           | 3.87m           | 4.53m   |
| 全幅（牽引時）        | 1.62m   | 1.92m           | 1.37m           | 1.72m   |
| 全高（牽引時）        | 1.34m   | 1.83m           | 1.1m            | 2.13m   |
| 仰俯角                |         |                 |                 |         |
| 水平旋回角            | 360°    | 360°            | 360°            | 360°    |
| 最大射程 （対地目標） | 8,000m  | 8,000m          | 8,000m          | 8,000m  |
| 最大射程高度          | 5,000m  | 5,000m          | 5,000m          | 5,000m  |
| 有効射程高度          | 1,400m  | 1,400m          | 1,400m          | 1,400m  |
| 弾丸装填数            | 1,200発 | 2,400発         | 2,400発         | 4,800発 |
| 運用要員              | 4名     | 5名             | 5名             | 5名     |

## 採用国
- アフガニスタン
- アルバニア
- アルジェリア
- アンゴラ
- バングラデシュ
- ベナン
- ブルガリア
- ブルキナファソ
- ブルンジ
- カンボジア
- カメルーン
- カーボベルデ
- チャド
- 中国
- コンゴ共和国
- クロアチア
- キューバ
- ジブチ
- エジプト
- エチオピア
- ガーナ
- ギニア
- ギニアビサウ
- イラン
- イラク
- イスラエル
- 朝鮮民主主義人民共和国
- ラオス
- リビア
- マダガスカル
- マラウイ
- マリ
- マルタ
- モーリタニア
- モンゴル
- モロッコ
- モザンビーク
- ナミビア
- ニカラグア
- パキスタン
- ポーランド
- ルーマニア
- サントメ・プリンシペ
- セーシェル
- スリランカ
- ソマリア
- スーダン
- シリア
- タンザニア
- トーゴ
- ウガンダ
- ベトナム
- ザンビア
- ジンバブエ